# St. Jakobus Major (Dornburg/Saale)

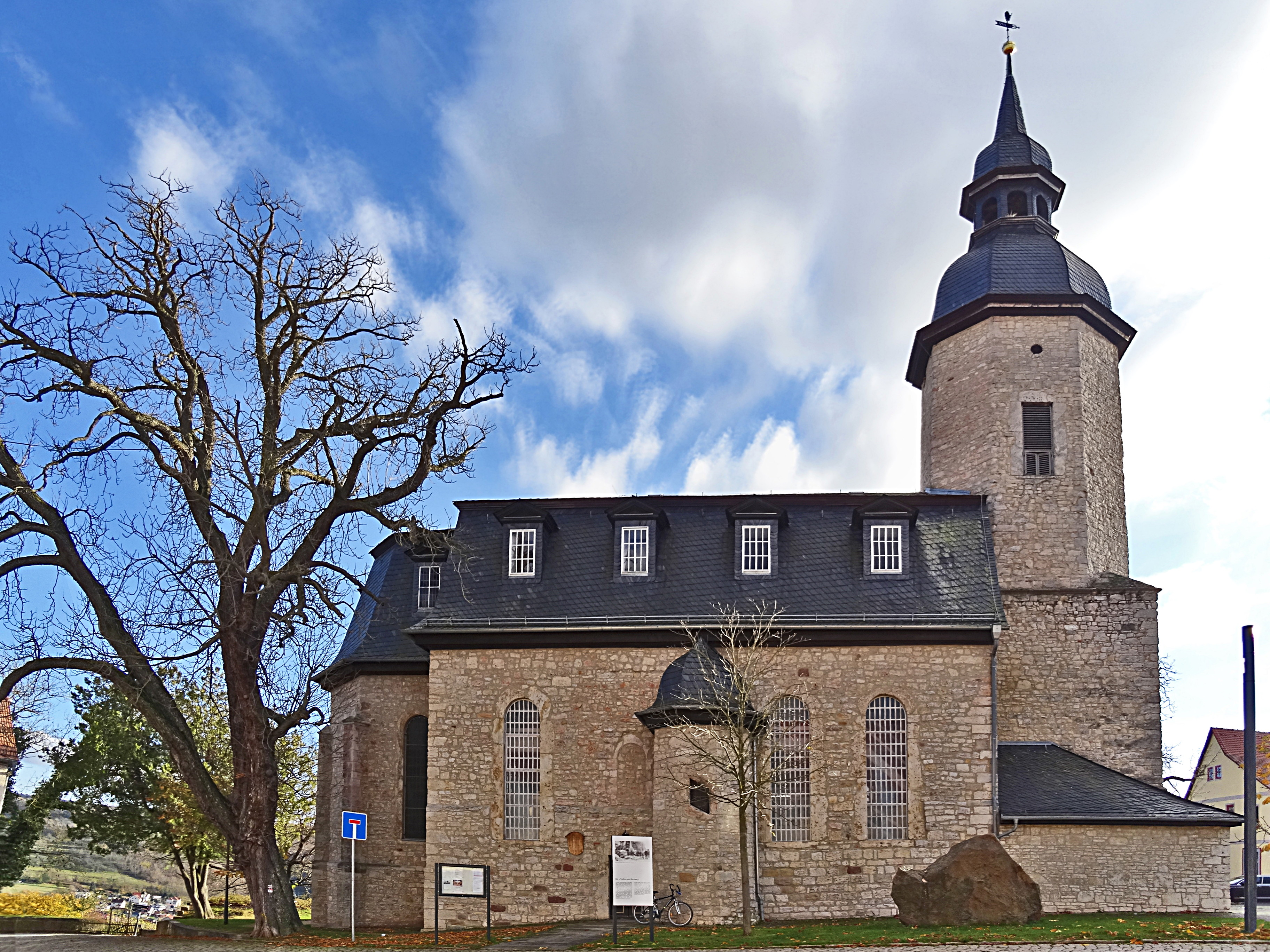
Kirche St. Jakobus Major

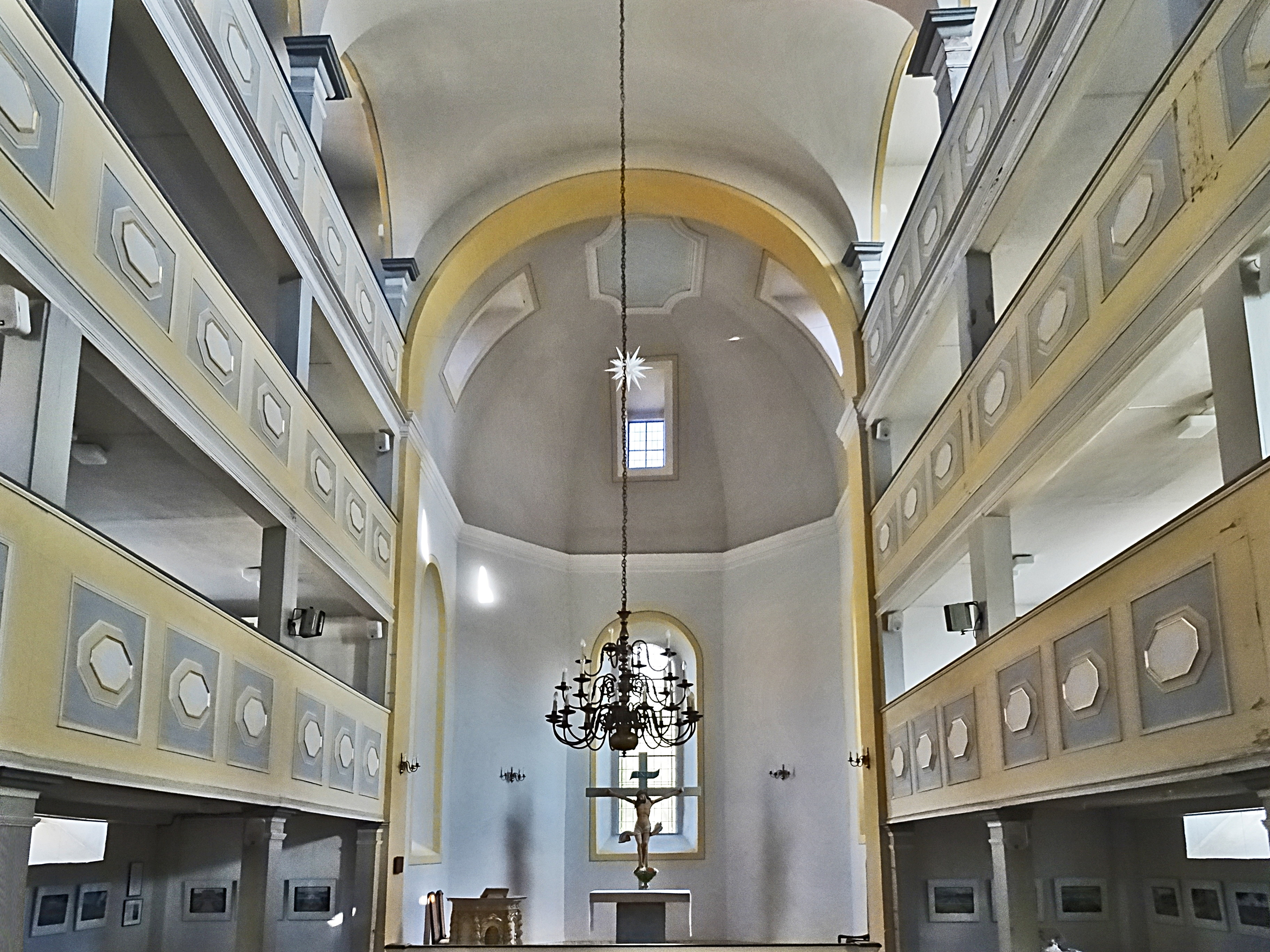
Innenansicht

St. Jakobus Major ist eine evangelische Kirche in Dornburg/Saale, Stadt Dornburg-Camburg, im Saale-Holzland-Kreis in Thüringen.

## Lage
Die Kirche befindet sich im östlichen Teil der Kleinstadt nahe den Dornburger Schlössern und ihren Parkanlagen vor den teilweise mit Rosen und Wein bebauten Etagen der Abhänge zur Saaleaue und Dorndorf-Steudnitz. Gegenüber liegt der über 1.200 Hektar große Tautenburger Forst, südlich die Stadtgrenze zu Jena bei Kunitz, im Saaletal die Bundesstraße 88 und die Bahnstrecke Großheringen–Saalfeld.

## Geschichte
Die Dornburger Kirche gehört mit ihren Grundmauern zu den ältesten Gebäuden der Stadt. Höchstwahrscheinlich ist sie im Zuge der Verlegung der Siedlung vom Flurstück In der alten Stadt an den jetzigen Ort um den Markt Mitte des 13. Jh. errichtet worden. Anhand des Patronats ist anzunehmen, dass sie in Nachfolge der im 10. Jh. genannten königlichen Königskirche stand. Das Patronat wechselte 976 von den Ottonen auf den Bischof von Naumburg, 1321 auf den Dompropst von Naumburg, bis es schließlich 1539 an den Landesherrn, die Herzöge von Sachsen, überging. In vorreformatorischer Zeit war die Kirche dem Heiligen Jakobus geweiht. 1717 fielen Kirche samt Archiv einem Stadtbrand zum Opfer. 1718 begann der Wiederaufbau zur Kirche mit spätbarocker Gestalt.

## Gebäude und Ausstattung
Unter dem Mansarddach stellt sich ein Barockbau mit polygonalem Ostchor mit Strebepfeilern dar. Die Westfront besteht aus einem mächtigen Achteckturm auf einem Quadratuntergeschoss. Die Langhaus-Nordwand schmückt ein polygonaler Vorbau. Die drei Emporengeschosse tragen mit den Stützen das hölzerne Kreuzgewölbe. 
Die heutige spätbarocke Kanzel und das Taufbecken sind Dauerleihgaben aus dem kirchlichen Kunstarchiv. Kelch und Abendmahlskanne sind Nürnberger Arbeiten des 19. Jahrhunderts.

## Orgel

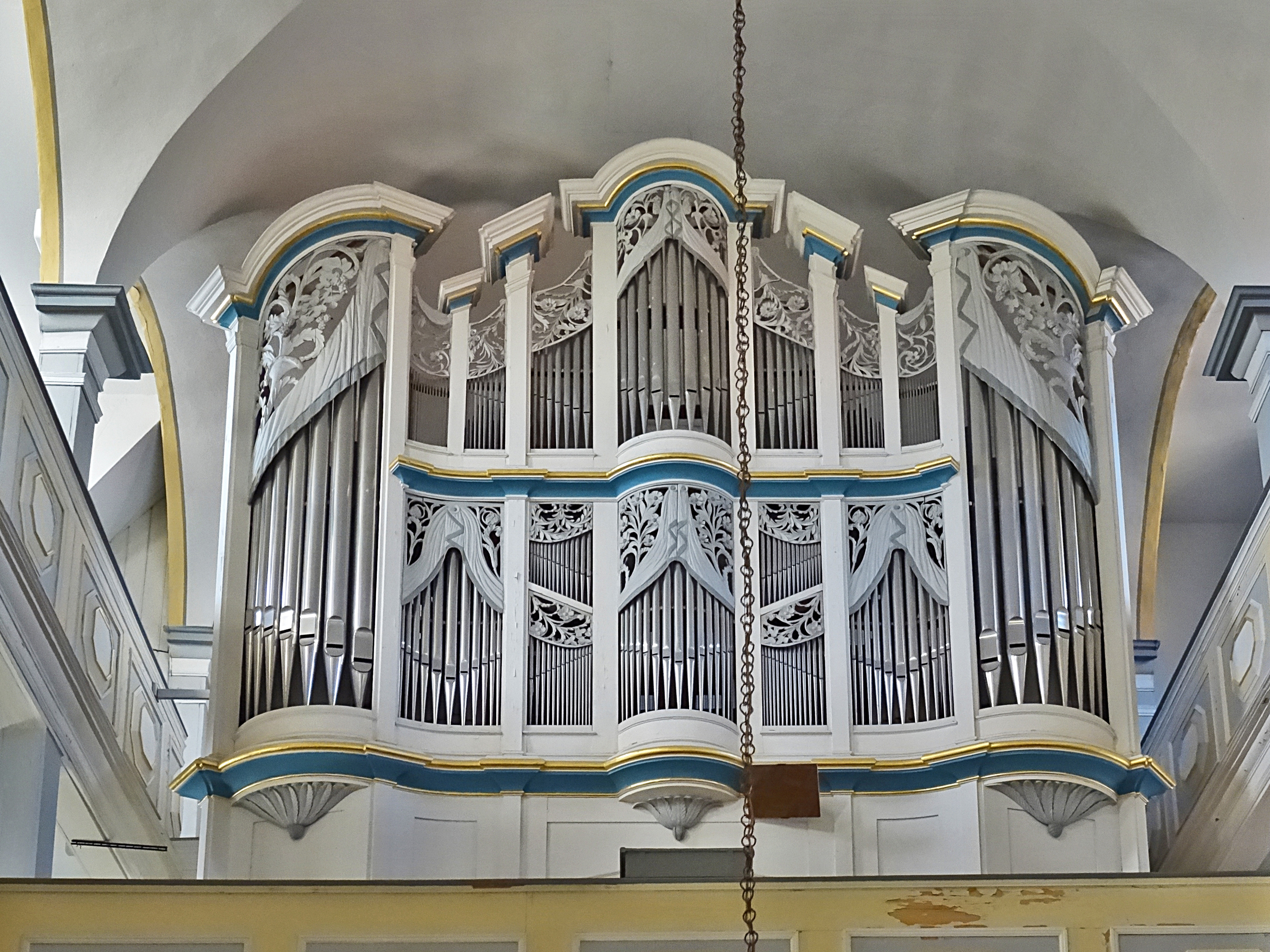
Die Orgel

Die Orgel wurde 1820 vom Dorndorfer Meister Johann Christian Adam Gerhard mit zwei Manualen und Pedal sowie 29 klingenden Registern geschaffen. Sie wurde 1987 bis 1989 von Alexander Schuke restauriert.
Die Disposition der Orgel lautet:
| I Hauptwerk C–f3 |     |     |
| Bordun           | 16′ |     |
| Principal        | 8′  |     |
| Gemshorn         | 8′  |     |
| Hohlflöte        | 8′  |     |
| Gedackt          | 8′  |     |
| Viola di Gamba   | 8′  |     |
| Octave           | 4′  |     |
| Flöte            | 4′  |     |
| Kleingedackt     | 4′  |     |
| Quinte           | 3′  | alt |
| Superoctave      | 2′  | alt |
| Cornett III D    |     |     |
| Tertian II       |     |     |
| Mixtur III       | alt |     |

| II Oberwerk C–f3  |    |     |
| Principal D       | 8′ |     |
| Lieblich Gedackt  | 8′ |     |
| Flöte Amabile     | 8′ |     |
| Flauto Traverso D | 8′ |     |
| Principal         | 4′ |     |
| Spitzflöte        | 4′ |     |
| Salicet           | 4′ | alt |
| Nassat            | 3′ |     |
| Waldflöte         | 2′ |     |
| Mixtur III        |    | alt |

| Pedal C–c1    |     |
| Principalbass | 16′ |
| Subbass       | 16′ |
| Violonbass    | 16′ |
| Octavenbass   | 8′  |
| Posaunenbass  | 16′ |

Koppeln
- Hauptwerk - Oberwerk (Schiebekoppel)
- Pedal - Hauptwerk.

Spielhilfen
- Tremulant
- Accord
- Calcant.